# Добрият доктор (сериал, 2017)
„Добрият доктор“ (на английски: The Good Doctor) е американски медицински драматичен сериал, базиран на едноименния южнокорейския сериал. Създаден е от Дейвид Шор, в главната роля участва Фреди Хаймор в ролята на д-р Шон Мърфи. Продуциран е от Sony Pictures Television и ABC Studios, във връзка с продуцентските компании Shore Z Productions, 3AD и EnterMedia. Стартира на 25 септември 2017 г. Подновен е за седми и последен сезон, който започва на 20 февруари 2024 г.
Талантливият и вече пораснал Фреди Хаймор (“Артур и минимоите“, „Чарли и шоколадената фабрика“, „Да откриеш Невърленд“, „Огъст Ръш“) е в ролята на доктор Шон Мърфи - млад хирург с аутизъм и савант-синдром (рядко състояние, при което хора с интелектуални затруднения, включително и аутизъм, имат свое „островче на гениалност“, което е в силен контраст с цялостното им увреждане), изоставя тихия си живот в провинцията и се присъединява към хирургията в престижната болница „Св. Бонавентура“.
Сам и в невъзможност да установи контакт с хората от обкръжението си, Шон намира единствен закрилник в лицето на д-р Аарън Гласман (Ричард Шиф), който предизвиква скептицизма и предразсъдъците на директорския борд и медицинския екип, като го довежда, за да се присъедини към най-добрите хирурзи в града. Шон ще трябва да работи здраво, за да се впише в новата среда и да докаже на шефовете и колегите си, че неговата необикновена дарба ще спаси не един човешки живот.

## В България
В България сериалът започва излъчване по bTV на 13 юли 2020 г., всеки делник от 22:30. и завършва на 31 август, като са излъчени първи и втори сезон. На 4 януари 2021 г. започва трети сезон, всеки делник от 22:30 и завършва на 29 януари. На 8 юни 2022 г. започва четвърти сезон, всеки делник от 23:00 и завършва на 5 юли. На 6 юли започва пети сезон със същото разписание и завършва на 29 юли. На 26 януари 2024 г. започва шести сезон от вторник до събота от 00:00. На 5 март 2025 г. започва седми сезон, всеки делник от 23:50 и приключва на 18 март. Дублажът е на студио VMS. Ролите се озвучават от Елена Русалиева от първи до пети сезон, Петя Абаджиева в шести, Елена Бойчева от първи до шести, Елена Грозданова в седми, София Джамджиева в седми, Явор Караиванов до осми епизод, Николай Николов от девети до осми на трети сезон, Станислав Димитров от девети епизод на трети сезон до седми сезон, Георги Стоянов, Мартин Герасков до осми епизод и Георги Тодоров от девети епизод до седми сезон. Караиванов и Герасков са сменени, защото взимат решението да не записват поради пандемията с Ковид-19 в България. От седемнайсети до двайсети епизод на трети сезон Георги Стоянов е заместен от Емил Емилов.
На 13 май 2022 г. започва по Fox Life, всеки делник от 20:00 ч. Дублажът е на Андарта Студио. Ролите се озвучават от Елена Русалиева, Елена Бойчева, Николай Николов, Мартин Герасков и Георги Стоянов. В трети сезон Мартин Герасков е заместен от Виктор Иванов.